# Berliner Antike-Kolleg
Das Berliner Antike-Kolleg (BAK) ist eine institutionenübergreifende Einrichtung zur Förderung altertumswissenschaftlicher Forschung in Berlin. Es wurde im Mai 2011 gegründet, um die im Exzellenzcluster Topoi etablierte Vernetzung der Berliner Altertumswissenschaften nachhaltig zu sichern und stetig weiterzuentwickeln.
Getragen wird das BAK von sechs Forschungsinstitutionen:
- Freie Universität Berlin
- Humboldt-Universität zu Berlin
- Berlin-Brandenburgische Akademie der Wissenschaften
- Deutsches Archäologisches Institut
- Max-Planck-Institut für Wissenschaftsgeschichte
- Stiftung Preußischer Kulturbesitz

Das BAK vereint unter seinem Dach drei Arbeitsbereiche: Im Research Center of Ancient Studies (RCAS) kommen Berliner Forscher mit Kollegen aus dem In- und Ausland zusammen, um gemeinsam an der Identifizierung und Ausgestaltung neuer Forschungsthemen zu arbeiten, die Berlin Graduate School of Ancient Studies (BerGSAS) bietet eine disziplinen- und institutionenübergreifende Graduiertenausbildung in insgesamt fünf Promotionsprogrammen und der Bereich Repositories – Editions – Materials (REM) dient als Serviceplattform der Förderung des Austauschs über digitale Strategien und Formate im Bereich der Altertumswissenschaften. Darüber hinaus konzipiert das BAK in seinem Querschnittsbereich Knowledge Transfer & Communication (KTC) Formate für eine zielgruppenspezifische Vermittlung altertumswissenschaftlicher Forschungsergebnisse.
Das Berliner Antike-Kolleg wird von einem achtköpfigen Direktorium geleitet. Zu seinen Mitgliedern gehören Cilliers Breytenbach, Philip van der Eijk, Michael Meyer, Philipp von Rummel, Jürgen Renn, Tonio Sebastian Richter, Andreas Scholl und Monika Trümper. Den Vorstand bilden Philip van der Eijk, Michael Meyer und Philipp von Rummel.